# العلاقات الصينية الليبية
العلاقات الصينية الليبية هي العلاقات الثنائية التي تجمع بين الصين وليبيا.

## مقارنة بين البلدين
هذه مقارنة عامة ومرجعية للدولتين:
| وجه المقارنة                                              | الصين                    | ليبيا                                       |
| --------------------------------------------------------- | ------------------------ | ------------------------------------------- |
| المساحة (كم2)                                             | 9.60 مليون               | 1.76 مليون                                  |
| عدد السكان (نسمة)                                         | 1.33 مليار               | 6.37 مليون                                  |
| الكثافة السكانية (ن./كم²)                                 | 138.54                   | 3.62                                        |
| العاصمة                                                   | بكين                     | طرابلس                                      |
| اللغة الرسمية                                             | اللغة الصينية القياسية   | اللغة العربية، اللغة العربية الفصحى الحديثة |
| العملة                                                    | رنمينبي                  | دينار ليبي                                  |
| الناتج المحلي الإجمالي (بليون دولار)                      | 12.24 تريليون            | 50.98 مليار                                 |
| الناتج المحلي الإجمالي (تعادل القوة الشرائية) بليون دولار | 19.82 تريليون            | 69.32 مليار                                 |
| الناتج المحلي الإجمالي الاسمي للفرد دولار أمريكي          | 8.03 ألف                 |                                             |
| الناتج المحلي الإجمالي للفرد دولار أمريكي                 | 13.21 ألف                | 15.60 ألف                                   |
| مؤشر التنمية البشرية                                      | 0.728                    | 0.724                                       |
| رمز المكالمات الدولي                                      | +86                      | +218                                        |
| رمز الإنترنت                                              | .cn، .中国 ‏، .中國 ‏      | .ly                                         |
| المنطقة الزمنية                                           | توقيت الصين، ت ع م+08:00 | ت ع م+02:00، توقيت شرق أوروبا               |

## منظمات دولية مشتركة
يشترك البلدان في عضوية مجموعة من المنظمات الدولية، منها:
| علم المنظمة | اسم المنظمة                        | تاريخ انضمام الصين | تاريخ انضمام ليبيا |
| ----------- | ---------------------------------- | ------------------ | ------------------ |
|             | مؤسسة التنمية الدولية              | 24 سبتمبر 1960     | 1 أغسطس 1961       |
|             | يونسكو                             | 4 نوفمبر 1946      | 27 يونيو 1953      |
|             | وكالة ضمان الاستثمار متعدد الأطراف | 30 أبريل 1988      | 5 أبريل 1993       |
|             | الأمم المتحدة                      | 25 أكتوبر 1971     | 14 ديسمبر 1955     |
|             | الاتحاد البريدي العالمي            | ?                  | ?                  |
|             | البنك الدولي للإنشاء والتعمير      | 27 ديسمبر 1945     | 17 سبتمبر 1958     |
|             | الاتحاد الدولي للاتصالات           | 1 سبتمبر 1920      | 3 فبراير 1953      |
|             | منظمة حظر الأسلحة الكيميائية       | ?                  | ?                  |
|             | مؤسسة التمويل الدولية              | 15 يناير 1969      | 18 سبتمبر 1958     |
|             | منظمة الشرطة الجنائية الدولية      | ?                  | ?                  |
|             | البنك الإفريقي للتنمية             | ?                  | ?                  |

## وصلات خارجية
- موقع وزارة الخارجية الصينية
- موقع وزارة الخارجية الليبية